# Оравица
Оравица (рум. Oraviţa, мађ. Oravicabánya) град је у Румунији. Он се налази у западном делу земље, у историјској покрајини Банат и близу границе са Србијом. Оравица се налази у оквиру жупанији Караш-Северин. Град Оравица обухвата и насељена места Агадићи, Брадишору де Жос , Броштени , Марила, Ракитова и Чиклова Монтана.
Оравица је према последњем попису из 2021. године имала 7.739 становника.

## Географија
Град Оравица налази се у источном делу историјске покрајине Банат, око 110 km јужно до Темишвара.
Оравица се налази у средишњем, брежуљкастом делу историјске покрајине Банат. Град је смештен на западним падинама Карпата, неких 30 km источно од Вршца. Западно од града почиње Панонска низија.

## Историја
То је важно рударско место, и седиште среза у Лугошком округу. Аустријски царски ревизор Ерлер је 1774. године констатовао да место припада Ракаждијском округу, Новопаланачког дистрикта. Ту се налазе тада: рудник сребра, рудник бакра, поштанска станица, подуправни подуред и римокатоличка црква. Становништво је било измешано немачко и влашко.
Оравица је врло рано у првој половини 19. века добила позоришну зграду. Када је 1817. године одржавана позоришна представа у ложи је седео аустријски цар.
Дана 28. августа 1854. године отворена је жељезничка пруга (гвоздени пут) дуга 7 km, између Оравице и Базјаша. У Оравици је 14. септембра 1871. године био државни вашар. Државно Жељезничко друштво је у Оравици имало фабрику - Рафинерију петролеума, у којој се десила велика експлозија марта 1897. године.
Месну гимназију су похађали Срби ученици не само из околине него и Србије. Тако су 1839. године ту учили Владимир Јакшић, Арсеније и Аксентије Туцаковић. Њих тројица превели су у Оравици на српски језик дело "Ла Перуз, позоришна игра" које је одштампано у Крагујевцу. Гимназију је ту завршио и млади Бечкеречанин Ђорђе Радић, потоњи пољопривредни стручњак и практичар, аутор више књига, календара и других радова. Почетком 20. века у Оравици су мушка и женска грађанска школа.
Код Оравице се осамдесетих година 19. века отворила нова климатска бања "Марила".
Маја 1924. године харала је епидемија колере у Оравици. Ту је 30 оболелих особа умирало. Године 1925. у румунском делу Баната оформљени су нови окрузи. у Оравици је установљено седиште Северинског округа.

## Срби у Оравици
Парох оравички поп Петар Јорговић био је пренумерант Стојковићеве "Физике", 1801. године. Још је 1824. године географску књигу набавио претплатом у Вршцу, Александар Петровић ученик из Оравице. Трговац оравички Василије Петровић је био пренумерант "Банатског алманаха" 1827. године. Збирку народних српских песама коју је Вук сачинио, претплатом је прибавио 1845. године, Јосиф Јовановић трговачки калфа из Оравице. Правничку књигу о угарским законима набавио је 1845. године Александар Петровић "от Чудановице" у Оравици. Млади трговац Марко Павловић је 1857. године купио историјско дело о Александру Македонском, преведено на српски језик.
Срби у Оравици су 1855. године скупили прилог за подизање споменика песнику и владици Лукијану Мушицком у Карловцу. Приложили су поред гостију мештани: Алекса Петровић, Марко Павловић трговац, Ана Манџука, Тодор Деметровић трговац и Јова Лацковић кулунџија. Василије Петровић (са Син и Друштвом) био је трговац 1857. године. За јавног нотара (бележника) у Оравици постављен је 1860. године Стефан Лебановић. у то време у месту је државни актуар грунтовних књига Јован Јовановић Митровчан.
Иконописац Ђока Путник (из Беле Цркве) је 1863-1865. године учио сликање у Оравици, код мајстора Михајла Поповића. Михајло Поповић (умро 1865) се ту родио, живео и умро. Био је ожењен Румунком која није знала српски језик. Сликарство је учио код познатог иконописца Павела Ђурковића када је овај сликао православну цркву у Оравици. Један од познатих Михајлових ученика је и румунски иконописац Попескул.
Од 1863. године радила је (и 1877) у месту српска трговачка фирма "Павловић и син". Основао ју је Марко Павловић са сином Антонијем, а бавили су се мешовитом трговином.
Почетком 20. века у Оравици су Срби основали своје Тамбурашко и Певачко друштво. Пред Нову годину су организовали забаву, а највише заслуга за покретање друштвеног живота имао је Михаило Богдановић званичник тамошње Народне банке. Поп Мита Шајић из Јасенова, постављен је у то време за катихету српској деци у Оравици.

## Становништво
У односу на попис из 2002., број становника на попису из 2011. се смањио.
| 1966. | 1977.  | 1992.  | 2002.  | 2011.  |
| ----- | ------ | ------ | ------ | ------ |
| 9.912 | 14.987 | 15.293 | 15.222 | 11.382 |

Матични Румуни чине већину градског становништва Оравице, а од мањина присутни су Мађари и Роми. До средине 20. века у граду су били знатно бројнији Јевреји и Немци.

### Попис1910.
| Оравица | Оравица |
| --- | --- |
| језик | вера |
| укупно: 4.079 Немачки 2.084 (51,09%) Румунски 1.333 (32,67%) Мађарски 515 (12,62%) Српски 88 (2,15%) Словачки 7 (0,17%) Хрватски 5 (0,12%) остали 47 (1,15%) | укупно: 4.079 Римокатол. 2.440 (59,81%) Православци 1.403 (34,39%) Јевреји 101 (2,47%) Калвинисти 59 (1,44%) Гркокатолици 39 (0,95%) Лутерани 36 (0,88%) Унитаристи 1 (0,02%) |

Напомена: У рубрици осталих језика највећи број особа исказао је чешки језик.